# Selenidium axiferens
Selenidium axiferens is een soort in de taxonomische indeling van de Myzozoa, een stam van microscopische parasitaire dieren. Het organisme komt uit het geslacht Selenidium en behoort tot de familie Selenidiidae. Selenidium axiferens werd in 1936 ontdekt door Fowell.